# 広川ダム
広川ダム（ひろがわダム、ひろかわダム）は、和歌山県有田郡広川町大字下津木、二級河川・広川水系広川に建設されたダムである。

## 沿革
- 建設経緯に関しては紀州大水害参照。

## ダム湖畔
- ダム公園にソメイヨシノを中心に3,000本の桜が植樹されており、3月下旬から4月上旬にかけて美しく咲き乱れる。
- 下流には滝原温泉 ほたるの湯がある。[3]